# Eparchie horlivská
Eparchie Horlivka je eparchie ukrajinské pravoslavné církve Moskevského patriarchátu.

## Území a titul biskupa
Zahrnuje správní hranice území Oleksandrivského, Bachmutského, Dobropillského, Kosťantynivského, Pokrovského, Lymanského, Slovjanského a Šachtarského rajónu Doněcké oblasti.
Eparchiálnímu biskupovi náleží titul biskup horlivský a slovjanský.

## Historie
Eparchie byla zřízena 29. července 1994 rozhodnutím Svatého synodu Ukrajinské pravoslavné církve. Byla oddělena z území doněcké eparchie.
Roku 2004 získal Svatohorský monastýr Zesnutí přesvaté Bohorodice, který byl součástí Eparchie statut lávry a stal se součástí doněcké eparchie.
Roku 2014 se eparchie stala součástí Doněcké lidové republiky.

## Seznam biskupů
- 1994–1997 Alipij (Pohrebnjak)
  - 1997–2007 Ilarion (Šukalo) dočasný správce
- od 2007 Mytrofan (Nikitin)